# Grand chant
The gran(d) chan(t) (courtois) o, en francés moderno, (grande) chanson courtoise o chanson d'amour, a veces abreviado como chanson, es un género de poesía lírica francesa ideado por los trovadores. 
Fue adoptado a partir de la cançó occitana, pero los estudiosos hacen hincapié en que se trataba de un género distinto. El tema predominante del grand chant era el amor cortés, pero los temas eran más amplio que en el cançó, sobre todo a partir del siglo XIII. El grand chant monofónico de la Plenitud de la Edad Media (siglo XII y siglo XIII) fue en muchos aspectos el precursor de la chanson polifónica de la Baja Edad Media (siglo XIV y siglo XV).